# Список умерших в 1001 году

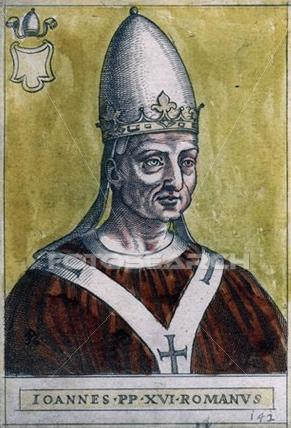
Иоанн XVI

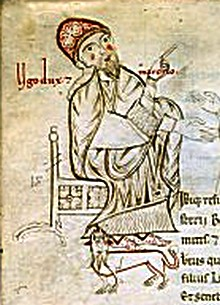
Уго I

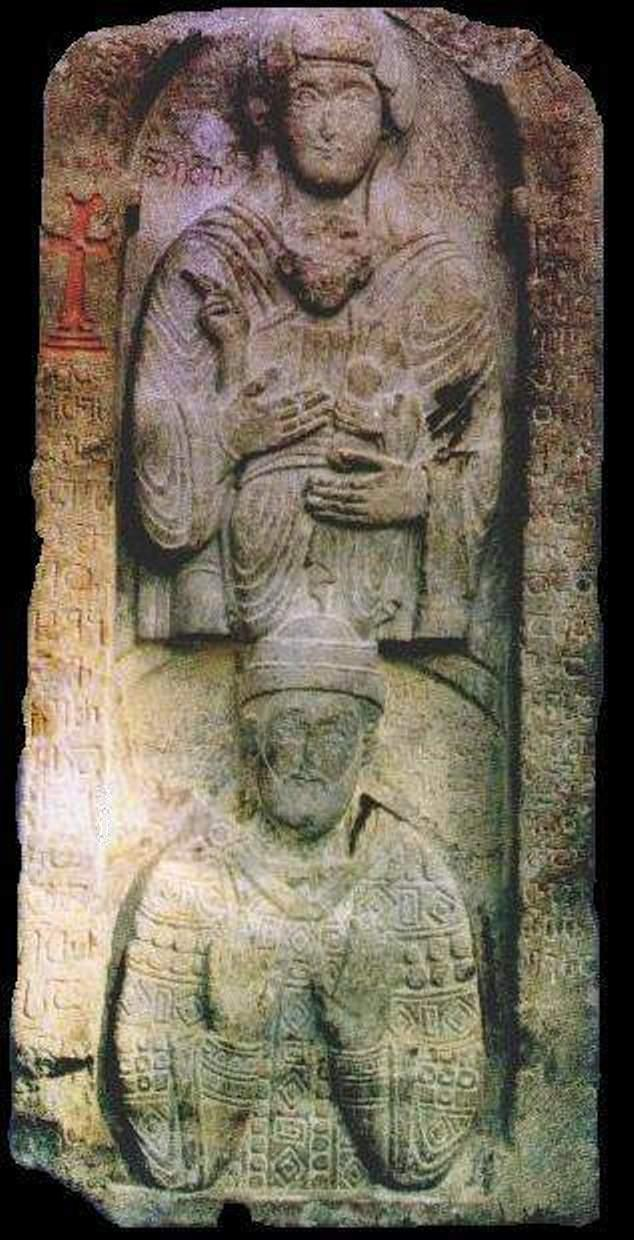
Давид III Куропалат

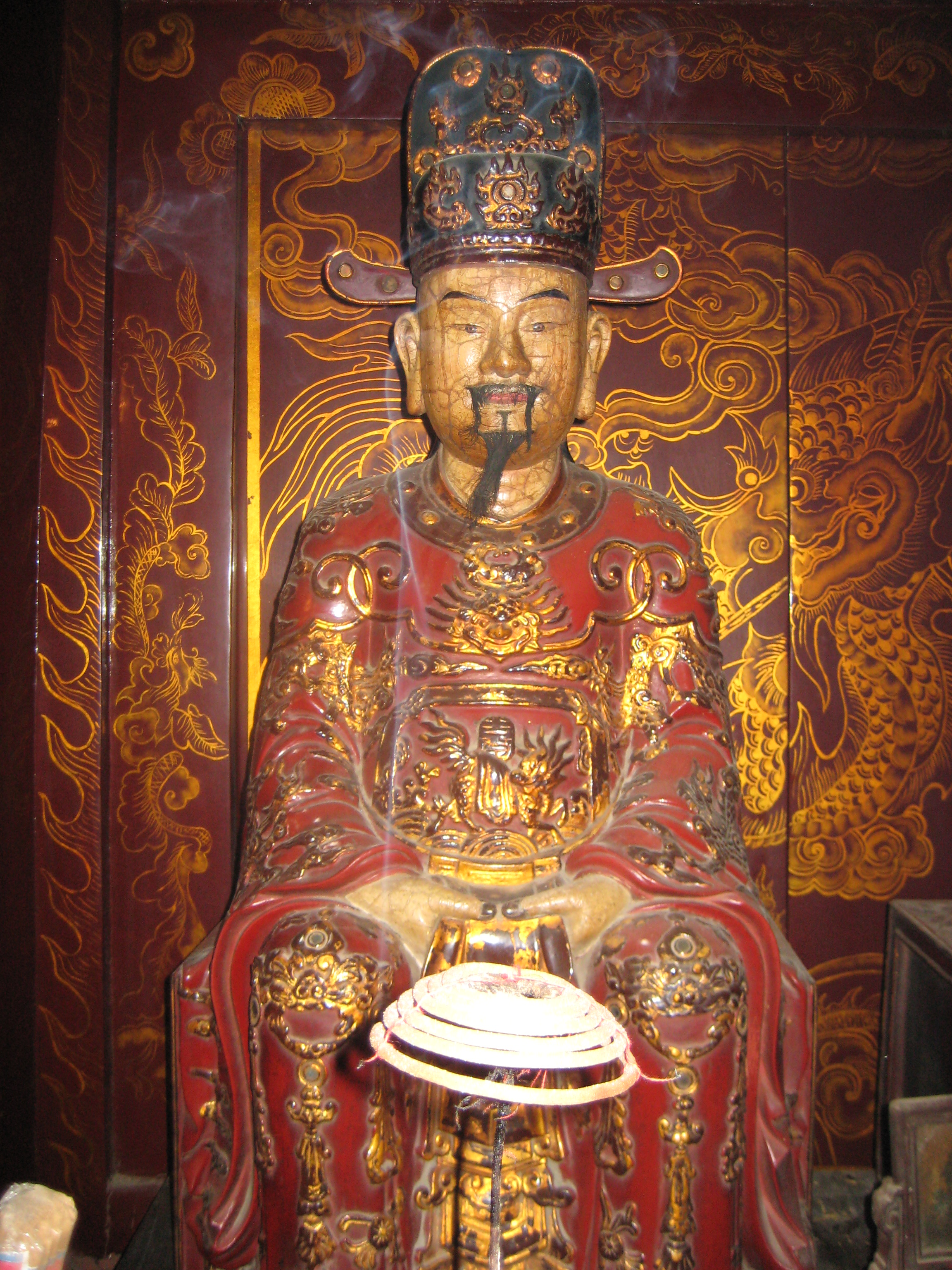
Дин Пе Де

В этой статье представлен список известных людей, умерших в 1001 году.
См. также: Категория:Умершие в 1001 году

## Апрель
- 30 апреля — Алавиш II[нем.] — епископ Страсбурга (999—1001). По другим источникам, умер 3 февраля 1001 года.

## Август
- 26 августа — Иоанн XVI — антипапа (997—998). Умер после низвержения в монастыре.

## Ноябрь
- 17 ноября — Эльфтрита — королева-консорт Англии (965—975), жена короля Эдгара; возможно умерла в 999 или 1000 году

## Декабрь
- 21 декабря — Уго I — маркграф Тосканы с 961 года

## Дата неизвестна или требует уточнения
- Абу ул-Ала Ширази[англ.] — персидский врач, пионер в лечении малярии
- Ван Юйчэн — китайский поэт.
- Давид III Куропалат — царь Тао-Кларджети (Юго-Западная Грузия) с 994 года; по другим данным, умер в 1000 году.
- Дин Пе Де[англ.] — последний вьетнамский император из династии Дин (979—980)
- Джаяварман V — король Кхмерской Империи с 968; по другим данным, умер в 1000 году.
- Зири ибн Атийа[англ.] — первый правитель Феса из династии Маграва с 987 года.
- Изяслав Владимирович — князь полоцкий с 989 года, родоначальник династии полоцких князей
- Конрад Иврейский — граф Милана (957—961), маркграф Ивреи (970—990), герцог Сполето (996—1001)
- Фудзивара но Тейши — японская императрица-консорт (990—1001), жена императора Итидэё